# Aeschynanthus podocarpus
Aeschynanthus podocarpus är en tvåhjärtbladig växtart som beskrevs av Charles Baron Clarke. Aeschynanthus podocarpus ingår i släktet Aeschynanthus och familjen Gesneriaceae. Inga underarter finns listade i Catalogue of Life.